# Франсуа Робердей
Франсуа Робердей (фр. Francois Roberday) (нар. 21 березня 1624, Париж — пом. 13 жовтня 1680) — французький композитор та органіст епохи бароко.

## Життєпис
Франсуа Робердей народився 21 березня 1624 року в Парижі, у сім'ї ювелірів та музикантів. Його батько був відомим майстром золотарем і органістом. Родичем Франсуа був Жан-Анрі д'Анґлебер, один з найвідоміших французьких композиторів та клавесиніст короля Франції. 
Після смерті свого батька Франсуа Робердей був призначений золотарем короля Людовика XIII, а в 1659 році також став офіційним камердинером королеви Анни Австрійської. 
Одночасно зі службою при короліському дворі Франсуа Робердей був органістом в базиліці Нотр-Дам де Віктуар. 
Серед його учнів був композитор Жан Батіст Люллі.

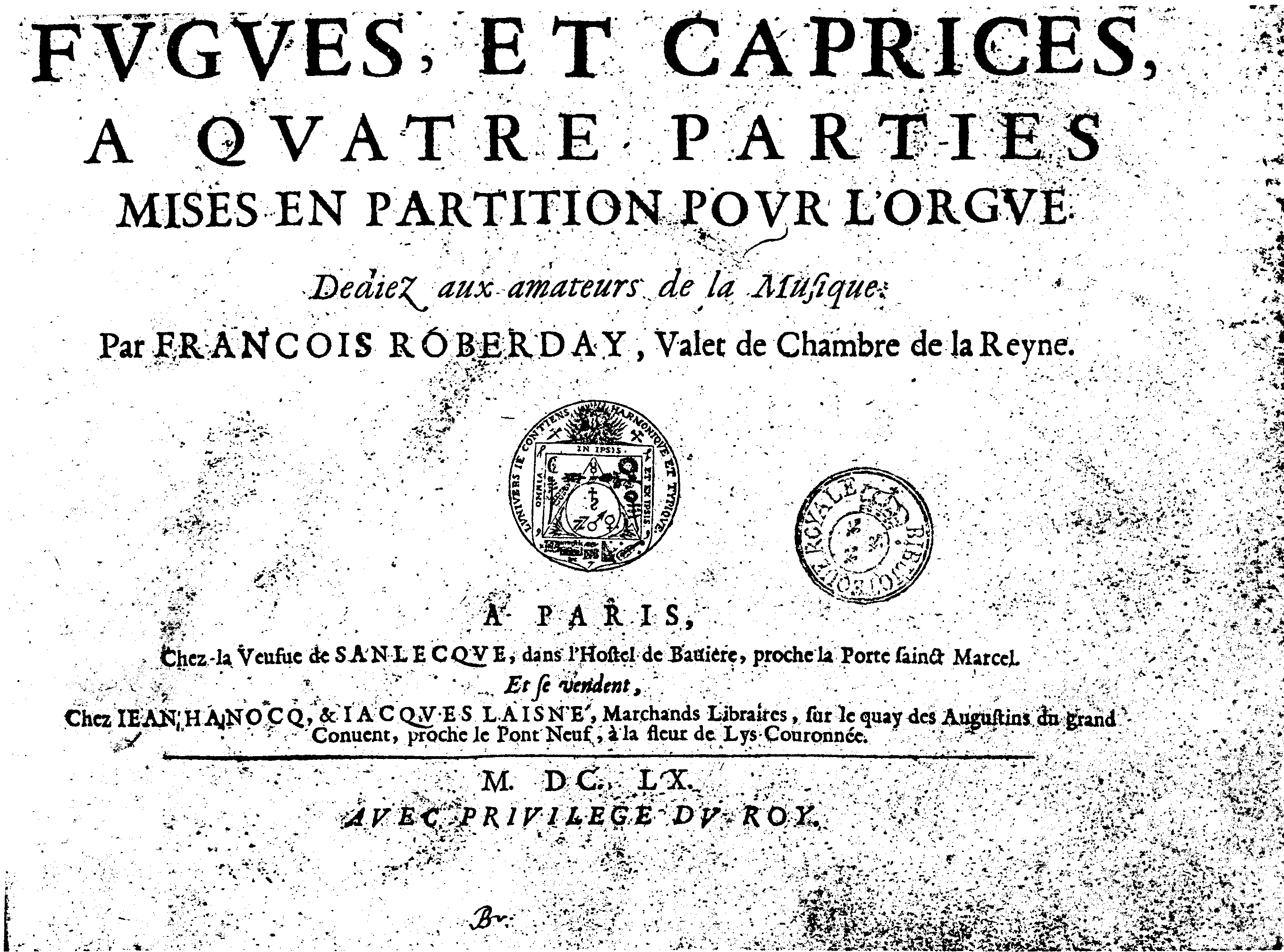
«Фуґи і Каприччіо»

Франсуа Робердей помер 13 жовтня 1680 року під час епідемії, в селі Оффаржис поблизу міста Рамбуйє.

## Доробок
Найбільш відомим твором Франсуа Робердея є колекція органних п'єс «Фуґи і Капріччо», опублікована в Парижі у 1660 році накладом у 500 примірників. 
Ця колекція не призначена для літургійного використання і є однією з останніх, створених у французькій поліфонічної традиції.